# Бзыпта (посёлок)
Бзыпта или Бзыбта (абх. Бзыҧ, Бзыҧта, груз. ბზიფი) — посёлок городского типа в Абхазии, в Гагрском районе частично признанной Республики Абхазия, согласно административному делению Грузии — в Гагрском муниципалитете Абхазской Автономной Республики, на прибрежье реки Бзыбь, от которой и получило своё название.

## Население
| Численность населения | Численность населения | Численность населения | Численность населения | Численность населения | Численность населения | Численность населения |
| 1959                  | 1989                  | 2003                  | 2011                  | 2015                  | 2016                  | 2017                  |
| --------------------- | --------------------- | --------------------- | --------------------- | --------------------- | --------------------- | --------------------- |
| 434                   | ↗1811                 | ↗4111                 | ↗4719                 | ↗4767                 | ↗4791                 | ↗4812                 |
| 2018                  | 2019                  | 2020                  |                       |                       |                       |                       |
| ↗4838                 | ↘4826                 | ↗4835                 |                       |                       |                       |                       |

По данным переписи 1959 года в Бзыбском сельсовете, объединявшем сёла Арасадзых (314 чел.), Аквара (839 чел.), Атыдзта (942 чел.), Бзыбь (центр сельсовета, 767 чел.), собственно Бзыпта (434 чел.), Дзыхча (32 чел.), Ипнари (589 чел.), всего жило 3917 жителей, в основном абхазы, а также армяне и грузины. В собственно селе/посёлке Бзыбта (Бзыпта) из 434 жителей в 1959 году большинство составляли только грузины.
К 1989 году в посёлке (Бзыбском сельсовете) жило всего 10 467 человек, включая сёла Арасадзых (190 чел.), Аквара (1164 чел.), Атыдзта (1785 чел.), Бзыбь (центр сельсовета, 1811 чел.), собственно Бзыпта (351 чел.), Дзыхча (0 чел.), Ипнари (5166 чел.). Среди них в целом преобладали в основном грузины, а также абхазы и армяне. В собственно селе/посёлке Бзыбта (Бзыпта) в 1989 году жил 351 человек, большинство которых составляли грузины и абхазы.
После военных действий 1990-х годов основное население села/посёлка составили армяне и абхазы.
По данным переписи 2011 года численность населения пгт. Бзыпта (включая его центр, Бзып (Бзыбь), и другие подчинённые ему сёла) составила 4719 жителей, из них 2581 человек — абхазы (54,7 %), 1298 человек — армяне (27,5 %), 507 человек — русские (10,7 %), 175 человек — грузины (3,7 %), 41 человек — украинцы (0,9 %), 117 человек — другие (2,5 %).

## Состав
Администрация посёлка (сельсовета) Бзыпта (Бзыбта) включает ряд населённых пунктов: посёлок Бзыпта (Бзыбта), а также сёла Бзыбь (на юго-востоке, административный центр посёлка/бывшего Бзыбского сельсовета), Арасадзыхь (в центре), Аквара (на востоке), Атыдзта (на юге), Дзыхча (на крайнем севере), Аджырюара или Аспа (на юго-западе).

## История
Возникновение первого поселения на этом месте относится, по всей видимости, к раннему средневековью. Рядом с селом сохранились руины средневековой крепости с храмом X века. При раскопках на территории села обнаружены предметы кузнечного ремесла и оружия, датируемые IX—XIII веками. В позднее средневековье, после утраты крепостью своего значения, село перешло во владение княжеского рода Инал-Ипа.

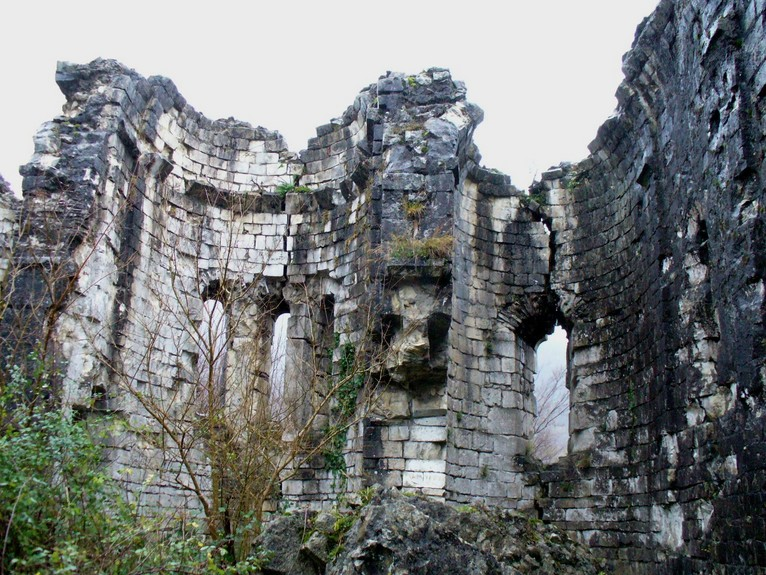
Развалины церкви X века

В 1930 в селе был организован колхоз (впоследствии — Колхоз имени XVIII съезда КПСС), открыта школа, обучение в которой с самого начала велось на абхазском языке. Позднее на базе колхоза были созданы два совхоза, занимавшиеся выращиванием табака, цитрусовых и других субтропических культур; появились молочный комбинат и завод безалкогольных напитков. В 1977 было завершено строительство Бзыбского домостроительного комбината, специализировавшегося на сооружении жилых домов и курортно-туристических объектов.
Через Бзыпту проходит автомобильная дорога, ведущая от побережья Чёрного моря к озеру Рица. Вблизи находится железнодорожная станция Бзыпта

## Топографическая карта
- Гагра-Гудаута K-37-XI — 1 : 200 000
- Лист карты K-37-XI. Масштаб: 1 : 200 000. Издание 1979 г.
- Гагра-Пицунда Карта K-37-033 1 : 100 000.